# Virginia Díaz Rivas
Pour les articles homonymes, voir Diaz et Rivas.
Díaz  Rivas est un nom espagnol. Le premier nom de famille, en général paternel, est Díaz ; le second, en général maternel, souvent omis, est Rivas.
Virginia Díaz Rivas, née le 15 août 1991 à El Astillero, est une rameuse espagnole, championne du monde en deux de pointe en 2019.

## Biographie
Elle est médaillée de bronze en skiff aux Jeux méditerranéens de 2018.
Aux Championnats d'Europe 2019, elle est sacrée championne en deux de pointe avec sa compatriote Aina Cid devant les Roumaines et les Italiennes,. Le duo est médaillé d'argent l'année suivante dans la même épreuve, toujours aux championnats d'Europe, puis médaillé de bronze aux championnats d'Europe 2021.